# 灣岸站 (加州列車)
灣岸站（英語：Bayshore Station）位于美国加利福尼亚州旧金山，是加州列车（Caltrain）的车站之一。该站为旧金山、圣马刁县和圣克拉拉县的通勤者提供服务。

## 車站周邊
- Tunnel Avenue
- Bayshore Boulevard
- 舊金山輕軌T線阿爾力塔站、森尼戴爾站
- 陳由豪所持有之土地，有機會成為2024年奧運場地。[2]